# رولاند مولر
رولاند مولر (انگلیسی: Roland Møller؛ زادهٔ ۱ اوت ۱۹۷۲) هنرپیشه اهل دانمارک است.
از فیلم‌ها یا برنامه‌های تلویزیونی که وی در آن نقش داشته‌است می‌توان به ربودن، زیر شن، بلوند اتمی، مسافر همیشگی، پاپیون، سواران عدالت، آخرین ورمیر و آسمان‌خراش اشاره کرد.